# Typhlocaridina
Typhlocaridina (Liang & Yan, 1981) — рід прісноводних креветок родини Atyidae, що складається з 3 основних видів та одного виду «nomen dubium». Природним ареалом особин роду Typhlocaridina є автономний регіон Гуансі на півдні Китаю. Креветки Typhlocaridina — типові троглобіонти з редукованими очима.

## Види
- Typhlocaridina lanceifrons Liang & Yan, 1981
- Typhlocaridina liui Liang & Zhou, 1993
- Typhlocaridina semityphlata Cai, 1995

Крім основних трьох видів креветок, рід Typhlocaridina включає один «nomen dubium» вид:
- Typhlocaridina lingyunensis W.-X. Li & Luo, 2001